# K.A.Z
Каз (K.A.Z; наст. имя Кадзухито Иваике (яп. 岩池 一仁), род. 11 октября 1968) — японский музыкант, аранжировщик, композитор и музыкальный продюсер. Гитарист японской альтернативной рок-группы Oblivion Dust, которая существует с 1996 года. С 2008 соло-гитарист и продюсер совместного с Хайдом проекта - VAMPS.

## Биография
О своей юности и выборе профессии гитариста Каз несколько раз упоминал в интервью для журнала Monthly Vamps, выпускавшегося для широкой продажи в первые годы деятельности группы VAMPS.

### Ранние воспоминания
Каз рассказывал, что сначала хотел стать барабанщиком, но барабаны были слишком дороги. В комнате его старшей сестры была гитара и, когда её не бывало дома, он играл на инструменте.
В третьем классе старшей школы Каз уже решил, что хочет стать профессиональным гитаристом. Однако из-за беспокойства родителей он не мог в открытую сказать о своем желании. Поэтому он поступил в специализированную инженерную школу в Токио, где, правда, помимо работы со звуковым оборудованием обучали и игре на гитаре.
В возрасте 16 лет Каз побывал на европейском рок-фестивале, ныне носящем название Download.
Примерно в 20 лет Каз уехал жить на год в Америку, благодаря чему приобрел американскую манеру игры на гитаре и некоторые музыкальные связи.

### Начало карьеры музыканта
Одной из первых групп, где Каз стал выступать в качестве гитариста, считается Gemmy Rockets. В 1990 году в составе, куда входил Каз, группа выпустила макси-сингл с одноимённым названием.

### Создание, развитие и распад Oblivion Dust
В 1996 году Каз вошёл в состав Oblivion Dust. В Шотландии участники записали демо-версии, в Лос-Анджелесе работали над альбомом, что вышел почти через год. Их продюсером был Ray McVeigh, который также вел сторонний проект гитариста легендарной X Japan, hide. Во время записи группы встретились. hide помог Oblivion Dust, одолжив аппаратуру. Практически сразу Oblivion Dust начали выступать, отыграв первый лайв в конце 1996 года в Tokyo NK Hall.
22 января 1997 года команда выпустила свой первый сингл, «Sucker», а 26 марта - второй, «Numb». С 13 апреля по 5 мая группа была в туре, состоявшем из 10 концертов, по западному побережью США. По окончании тура, 20 мая, вышел третий сингл, «Falling», а за ним, 25 июня, их дебютный альбом, «Looking for Elvis». Вернувшись в США, группа дала ещё 10 концертов с 30 июля по 26 августа. В сентябре в Японии состоялся их первый национальный тур, состоявший из 11 концертов, а в октябре - лайв хаус тур длиной в пять выступлений.
В январе 1998 года новым басистом Oblivion Dust стал Рикидзи Масуда. 12 января Oblivion Dust выступили в качестве разогревающей команды на концерте  у Prodigy в Makuhari Messe. 25 марта вышел сингл «Therapy». В апреле группа была в третьем по счету туре по западному побережью США. 20 мая появился ещё один сингл, «Trust». В мае Oblivion Dust провели национальный тур «MTV Presents Oblivion Dust Tour '98», куда вошло 8 выступлений. 23 июля вышел в свет второй альбом, «Misery Days».
13 января 1999 года	появился шестой сингл группы «Blurred», который вышел сразу на двух форматах дисков, 8 и 12 см. В этом же месяце Oblivion Dust отыграли очередной национальный тур под названием «Tour 1999», состоявший из 9 выступлений. 25 марта состоялся релиз сингла «You». 3 апреля прошёл концерт под названием «LIVE THERAPY», который транслировался в прямом эфире по японскому каналу WOWOW. В июне прошёл ещё один национальный тур «Tour 1999 ～Music is Dead～», состоявший из 8 выступлений. 1 августа группа приняла участие в фестивале «Triport '99 Rock Festival» в Южной Корее, устроителями которого в тот год были группы Dream Theater и Deep Purple. В этом же месяце Oblivion Dust участвовали в одном из концертов Marilyn Manson, превращенном в фестиваль. 27 октября вышел сингл «Goodbye» и первый dvd «Overdose», тогда ещё в vhs-формате. В ноябре состоялся заключительный концерт «1999 Final». 26 декабря одновременно вышли макси-сингл «Crazy» и третий студийный альбом «Reborn», который, как и предыдущие два альбома, записывали в Лос-Анджелесе.

2000 год начался для группы с одноимённого тура в поддержку альбома «Reborn»..\ 12 июля состоялся релиз сингла «Forever» Вместе с ним вышло ещё одно видео группы, «The Video» в vhs-формате. В августе группа приняла участие и в фестивале «Summer Sonic». 27 сентября вышел сингл «Designer Fetus». В октябре состоялся тур «Tour 2000 Road to PHASE 4», включивший в себя 7 выступлений. В течение года была проведена серия концертов под общим названием «Live 2000 PHASES».
После выхода 22 ноября 2000 года четвёртого альбома «Butterfly Head» и выступления в Tokyo Bay NK Hall 23 декабря басист, Рикидзи, ушёл из группы.
В январе 2001 в группу пришёл ритм-гитарист Масару «May» Ёсида и басист Ju-ken. Группа дала ещё одно выступление в марте, «One Off Gig», однако, 30 июня было официально объявлено о роспуске группы. В августе этого года вышел альбом «Radio Songs～Best of Oblivion Dust», где были собраны лучшие песни группы за все годы деятельности. 22 и 23 сентября, спустя два месяца от официальной даты распада, группа дала два прощальных концерта под общим названием «Last Two Nights Thank You & Good Bye» в Zepp Tokyo.

### Другие проекты в 1998-2006 годах
В 1998 году его привлек к своему стороннему проекту под названием hide with Spread Beaver гитарист легендарной X Japan, hide. С участием Каза вышли два сингла - «Rocket Dive» и «Pink Spider». Однако сотрудничество не было продолжительным из-за смерти hide. Каз участвовал в записи двух треков последнего альбома hide with Spread Beaver «Ja, Zoo».
18 июля 2001 года после того, как Oblivion Dust внезапно объявили о своем распаде, вышел сингл Тэцуи, басиста L'Arc~en~Ciel, «Tightrope», где Каз принимал участие. Каз также снялся в клипе на заглавную песню сингла и участвовал в нескольких тв-передачах в качестве сопровождения Тэцу.
в 2002 году Каз создал группу Spin Aqua, взяв вокалисткой модель Анну Цутия. Выпустив 3 сингла, 3 клипа, один полноценный студийный альбом, дав несколько живых выступлений, группа распалась.
В 2003 году после распада Spin Aqua вокалист L'Arc~en~Ciel, Хайд, предложил ему поучаствовать в его сольном проекте в качестве продюсера. Под руководством Каза вышел сингл Horizon, а вскоре и второй альбом Хайда, 666.
Также Казу удалось поработать с корейским музыкантом Со Тхэджи над его очередным сольным альбомом «7th Issue», который вышел в 2004 году. Тогда же в 2004 году Каз и его соратник по Spread Beaver, I.N.A., создали Sonic Storage.
К работе над третьим альбомом Хайда, Faith, вышедшем в 2006 году, и синглами к нему, Countdown и Season’s Call, Каз приступил уже в качестве гитариста.

### Воссоединение Oblivion Dust и рождение VAMPS
28 июня 2007 года появились новости о воссоединении Oblivion Dust. Ken, K.A.Z и Рикидзи - в таком официальном составе они появились на двухдневном концерте, 8 и 9 сентября, под названием «Resurrected». 26 декабря 2007 группа выпустила первый после воссоединения digital сингл, «Haze».
Начало 2008 было ознаменовано релизом сразу нескольких вещей: 2 января появился ещё один digital сингл «When You Say», 9-го - digital сингл «Never Ending», а 23-го - полноценный студийный альбом «Oblivion Dust». А также в феврале состоялся небольшой тур по Японии. 4 мая 2008 года группа приняла участие в фестивале «hide memorial summit», посвященном памяти hide. На этом лайве K.A.Z сломал ногу, неудачно прыгнув со сцены, но доиграл песню, а сразу после его увезли в больницу, где сделали операцию. Из-за этого распроданные билеты на концерт Oblivion Dust 11 числа пришлось вернуть. На полное восстановление ушло несколько месяцев. Из-за приема медикаментов ему даже пришлось бросить курить.
Помимо работы во вновь соединившейся группе Каз был занят работой над новым проектом, который объединил его профессиональные навыки гитариста и продюсера и вокальные данные и художественный вкус Хайда, под названием VAMPS. 2 июля 2008 года вышел их первый сингл «Love Addict»,  занявший второе место в чарте Oricon. А уже в августе новая группа отправилась в национальный тур под названием «VAMPS live 2008», дав в итоге 46 концертов.
27 августа вышел сингл Oblivion Dust «Girl in Mono/Bed of Roses» .
В ноябре группа участвовала в международном фестивале «Taste of Chaos». 
Также в августе появляется информация, что Каз написал музыку для игрового фильма Detroit Metal City, коротко D.M.C.

### Деятельность в Oblivion Dust и VAMPS
13 марта 2009 вышел второй сингл VAMPS «I Gotta Kick Start Now». В мае начался новый тур «VAMPS live 2009» через Фукуоку, Сендай, Саппоро и Токио. 13 мая был выпущен третий сингл «Evanescent». 10 июня был выпущен одноимённый альбом «VAMPS». После завершения «VAMPS live 2009», VAMPS поехали в тур по США — «VAMPS live 2009 U.S.A.», где дали 10 концертов. 30 сентября вышел четвёртый сингл «Sweet Dreams».
В конце года VAMPS отыграли «VAMPS live 2009 final party» на Гавайях.
12 мая 2010 года вышел пятый сингл VAMPS «Devil Side». 9 июня свет увидел шестой сингл VAMPS «Angel Trip». 22 числа этого же месяца начался новый национальный тур VAMPS «Live 2010 Beast». 18 июля группа участвовала в японском фестивале Join Alive. 28 июля вышел второй студийный альбом VAMPS — «Beast». 21 августа VAMPS приняли участие в ежегодном японском фестивале Jack in the Box 2010 Summer. В сентябре начался мировой тур группы «VAMPS Live 2010 Beast World Tour», куда вошло 4 концерта в Америке (Лос-Анджелес, Сан-Франциско, Лас-Вегас, Нью-Йорк), 2 — в Европе (Барселона и Париж), 3 — в Азии (Тайвань, Китай), и в завершении — шоу в Сантьяго, Чили, 6 ноября. 15 декабря прошло последнее в 2010 году шоу VAMPS под названием «Final Dinner Show» в Prince Hotel, на Хоккайдо. В этот же день состоялся релиз их седьмого сингла, «Memories».
В конце 2010 Oblivion Dust анонсировали два выступления 18 и 19 февраля 2011 под общим названием «Ashes to Dust 2011», которые прошли в Shibuya-AX.
В 2011 году, когда у VAMPS был перерыв, в составе Oblivion Dust Каз гастролировал в национальном туре «Re-Creation Tour 2011», который прошёл с 11 июня по 18 июля. Также Oblivion Dust провели короткий тур под названием «Roller Coaster Tour 2011», состоявший из трех выступлений. 14 декабря вышел digital сингл «Tune»
11 апреля 2012 вышел шестой альбом Oblivion Dust «9 Gates For Bipolar» под лейблом Nayutawave Records, где в записи трека «Sail Away» поучаствовала Анна Цутия. Через три дня после выхода альбома Oblivion Dust отправились в очередной общенациональный тур под названием «Static Sound Tour 2012», состоявший из 11 выступлений. На одном из концертов присутствовала Анна Цутия.
В июне 2012 года VAMPS устроили национальный тур по Японии «VAMPS Live 2012». 12 августа поучаствовали в японском фестивале a-nation. В сентябре приняли участие в японском фестивале Kishidan 2012. Они выступали до конца года, завершив тур двумя днями в New Furano Prince Hotel на Хоккайдо с шоу «VAMPS Dinner Show 2012».
С 28 июня 2013 начался национальный тур VAMPS Live 2013, который прошёл в пяти городах, включив в себя 23 выступления. 3 июля состоялся релиз восьмого сингла VAMPS Ahead/Replay. 15 сентября VAMPS традиционно участвовали в фестивале Kishidan 2013. 25 сентября вышел третий альбом VAMPS, Sex Blood Rock n’roll Выход альбома широко освещался в прессе, как японской, так и международной во время их пребывания с турами в Европе (Барселона, Париж, Берлин, Лондон) и Америке (Лос-Анджелес, Нью-Йорк). 29 ноября VAMPS участвовали в фестивале Hyper Wave Festival 2013, в Джакарте. 22 декабря были на фестивале Music for all, all for one.
В 2013 Oblivion Dust дали пару небольших национальных туров: «Spirit Seeds», три выступления в марте, и «H2O», 26 и 27 августа, а также Oblivion Dust провела специальный рождественский концерт для фанатов «Torn Shadows» - 25 декабря в Shibuya-AX.
В конце 2013 года появилась информация о новом туре Oblivion Dust «Blood Red Stars», который включил в себя три выступления, 2, 7 и 8 февраля 2014. 11 мая Oblivion Dust провели специальный концерт под названием «Sayonara Shibuya-AX» в честь закрытия клуба до мая следующего года. С середины июля до начала августа у группы прошёл национальный тур «Elements Tour 2014». 9 декабря вышел в свет новый dvd группы «Roads To Oblivion», включивший в себя отрывки с выступлений с 2011 по 2014 год. dvd вышел под лейблом Universal Music. В конце месяца Oblivion Dust провели тур «Quattro Tour», включивший в себя 4 выступления.
1 марта 2014 года VAMPS приняли участие в U-Express Live 2014. 24 марта в Zepp Divercity VAMPS устроили «London Pre-Live» в рамках тура «VAMPS Live 2014». 28 марта VAMPS выступили в клубе Koko в Лондоне. 6 июня состоялся ещё один «London Pre-Live». 14 июня VAMPS приняли участие в британском фестивале Download 2014. 12 июня участвовали в церемонии награждения Kerrang! и вручили статуэтку Fall Out Boy.
С середины июля до начала августа Каз был занят с Oblivion Dust, у которых проходил национальный «Elements Tour» 2014.
20 августа вышел в свет девятый сингл VAMPS — «Get Away/The Jolly Roger». 14 сентября VAMPS вновь участвовали в Kishidan 2014. 8 октября вышел сингл «Vampire’s Love», 29 октября состоялся релиз нового альбома, «BloodSuckers». Национальный тур «VAMPS Live 2014—2015» начался с выступлений в Фукуоке 1 ноября. VAMPS поучаствовали в японском фестивале Japan Night in TIMM.
В январе 2015 года VAMPS завершили национальный тур в клубах под названием VAMPS Live 2014—2015. С февраля начался арена-тур VAMPS под названием Live 2015 «Bloodsuckers». 18 и 19 февраля прошёл Vampark Fest, где приняли участие Alexandros, Gerard Way, Nothing More, Buckcherry, sads и Sixx:A.M.. 4 апреля VAMPS выступили на японском фестивале Japan Night в Джакарте. Также в апреле VAMPS провели совместный тур с Sixx:A.M. и Apocalyptica по Америке . Помимо этого VAMPS были заявлены как участники американских фестивалей: Fort Rock Festival (2015.4.25), Welcome to Rockville (2015.4.26), где и приняли участие. 1 мая состоялся заключительный лайв тура по Америке, где VAMPS были в роли хедлайнеров. 8 мая VAMPS выступили на Asia World-Expo Hall10 в Гонконге .  15 мая VAMPS выступили на американском фестивале Rock on the Range. 23 мая был проведен фестиваль Japan Night в Тайване. Здесь VAMPS выступили вместе с The BONEZ и The Gazette. 30 и 31 мая прошло закрытие тура «Bloodsuckers» в Сайтама Супер Арена в Токио. Прошли выступления в Париже на Japan Expo Paris (04.07.2015), в Лондоне на третьем фестивале Japan Night(10-11.07.2015). В середине сентября VAMPS участвовали в Kishidan Banpaku 2015. Начиная с конца месяца VAMPS провели небольшой тур по Южной и Северной Америке, в который вошло 8 лайвов (Бразилия, Аргентина, Чили, Мексика и США). В начале ноября у VAMPS стартовал национальный тур. 21 ноября команда участвовала в OZZFEST JAPAN 2015. В конце месяца состоялся тур по Великобритании с Apocalyptica. Также 20 ноября вышел совместный диджитал сингл VAMPS и Apocalyptica, "Sin in Justice". В конце года VAMPS отыграли ещё 6 выступлений в клубе NAMBA HATCH в рамках тура «Joint 666».
В конце 2015 Oblivion Dust дали мини-тур из трех выступлений в Осаке, Нагое, Токио под названием «Live Graffiti».
2016 год для VAMPS начался продолжением тура «Joint 666».. 19 января состоялась запись акустического лайва для MTV Unplugged, где с VAMPS вместе выступила японская певица Chara, а также финские Apocalyptica. Запись вышла в эфир 19 марта. В завершение тура «Joint 666» VAMPS отыграли ещё шесть выступлений в Зепп Фукуока и Зепп Саппоро.

### Нынешнее время
В настоящее время Каз успешно работает и в Oblivion Dust, и в VAMPS. 
В мае в составе обоих проектов Каз выступит на сцене Зепп Фукуока.
В августе у Oblivion Dust пройдет национальный тур под названием Live Tour 2016, музыканты выступят в пяти городах.

## Интересные факты
- Примерно в 16 лет Каз сделал первую татуировку, традиционную японскую, на руке, изображающую змею и демона Хонню, ближе к внешней стороне запястья два пиона: голубой и белый. Так же на теле Каза есть вытатуированный феникс, лотос и иероглиф.[147]
- Одно из хобби Каза - рыбалка.
- Каз любит кататься на скейте летом, зимой - на сноуборде.
- Каз с давних времен собирает различные игрушки в виде лягушек.[148]

## Дискография

### Detroit Metal City саунд-трек
- SATSUGAI -for the movie- (06.08.2008)

### Fairies

#### Синглы
- The ends of the light  (24.07.2013) аранжировка

### Gemmy Rockets

#### Синглы
- Gemmy Rockets (1990)

### hide with Spread Beaver

#### Синглы
- Rocket Dive (28.01.1998)
- Pink Spider (13.05.1998)

#### Альбомы
- Ja, Zoo (21.11.1998)

### HYDE

#### Синглы
- Hello (04.06.2003)
- Horizon (06.11.2003)
- Countdown (05.10.2005)
- Season's Call (22.02.2006)

#### Альбомы
- 666 (03.12.2003)
- FAITH (26.04.2006)

#### DVD
- Faith Live (2006)

### Nanase Aikawa

#### Альбомы
- Purana (трек «Sugar Baby») (21.02.2001) аранжировка

### NO PLAN

#### Синглы
- Oh! Summer (15.06.2005) аранжировка

### Oblivion Dust

#### Синглы
- Sucker (22.01.1997)
- Numb (26.03.1997)
- Falling (20.05.1997)
- Therapy (25.03.1998)
- Trust (20.05.1998)
- Blurred (13.01.1999)
- You (25.03.1999)
- Goodbye (27.10.1999)
- Crazy (26.12.1999)
- Forever (12.07.2000)
- Designer Fetus (27.09.2000)
- Haze (26.12.2007)
- When You Say (02.01.2008)
- Never Ending (09.01.2008)
- Girl in Mono/Bed of Roses (27.08.2008)
- Tune (14.12.2011)

#### Альбомы
- Looking for Elvis (25.06.1997)
- Misery Days (23.07.1998)
- Reborn (26.12.1999)
- Butterfly Head (22.11.2000)
- Oblivion Dust (23.01.2008)
- 9 Gates for Bipolar (11.04.2012)

### Seo Taiji

#### Альбомы
- 7th Issue (01.2004) аранжировка

### Spin Aqua

#### Синглы
- Unchained (07.11.2002)
- mermaid (26.03.2003)
- PAPER MOON (25.06.2003)

#### Альбомы
- Pisces (16.07.2003)

#### DVD
- Spin Aqua Films -1st Session- (16.07.2003)

### TETSU69

#### Синглы
- wonderful world/TIGHTROPE (трек «TIGHTROPE») (18.07.2001)

### VAMPS

#### Синглы
- Love Addict (02.07.2008)
- I GOTTA KICK START NOW	(13.03.2009)
- EVANESCENT (13.05.2009)
- SWEET DREAMS	(30.09.2009)
- DEVIL SIDE	(12.05.2010)
- ANGEL TRIP	(09.06.2010)
- MEMORIES	(15.12.2010)
- AHEAD/REPLAY	(03.07.2013)
- GET AWAY/THE JOLLY ROGER	(20.08.2014)
- VAMPIRE’S LOVE (08.10.2014)

#### Альбомы
- Vamps	(13.06.2009)
- Beast	(28.07.2010)
- Sex Blood Rock n’Roll	(25.09.2013)
- Bloodsuckers (29.10.2014)

#### DVD
- Vamps Live 2008 (04.02.2009)
- Vamps Live 2009 U.S.A. (17.03.2010)
- Vamps Live 2009 (12.05.2010)
- Vamps Live 2010 World Tour Chile (13.07.2011)
- VAMPS Live 2010 Beauty and the Beast Arena (15.02.2012)
- VAMPS Live 2012 (24.04.2013)
- VAMPS Live 2014: London (25.06.2014)

## Оборудование

### Гитары

#### David Thomas McNaught
- David Thomas McNaught Custom Green
- David Thomas McNaught V Type
- David Thomas McNaught V5 Naby
- David Thomas McNaught V5 Custom Black

#### Dragonfly
- dragonfly B6 Hista
- dragonfly K.A.Z Custom
- dragonfly JM Custom 27 K.A.Z Mode

#### ESP
- EPS ED-1000 ET
- EPS HZR-2
- ESP K.A.Z Model
- ESP KZ.P-ONE-W&Fire
- ESP KZ.V-ONE-W
- ESP LTD Viper-200 FM
- ESP POTBELLY K.A.Z Custom
- ESP POTEBELLY TR Custom
- ESP SG TYPE
- ESP TE-K300
- ESP VP-K350 Silver & Blue Line
- ESP VP-K350 Black & Red Line
- ESP Viper KAZ Custom

#### Fender
- Fender CLASSIC PLAYER JAZZMASTER® SPECIAL
- Fender Japan Jazzmaster
- Fender Jazzmaster 1960
- Fender Jazzmaster 1959

#### Gibson
- Gibson SG Custom 1969
- Gibson ES-295

#### James Trussart
- James Trussart Custom Guitars STEELDEVILLE Antiqua Silver Paisley
- James Trussart Custom Guitars STEELCASTER Rusty O Matic Cream star

#### PRS McCarty
- Paul Reed Smith McCarty Soapbar DD245 10 Top
- Paul Reed Smith Singlecut

#### Van Zandt
- Van Zandt STV-CS2 Sunbuster
- Van Zandt STV-CS2 Vintage White

#### Zodiacworks
- Zodiacworks K.A.Z Signature ZPG-SG 27 inch CREAM WHITE
- Zodiacworks K.A.Z Signature ZPG-SG 27 inch BLACK
- Zodiacworks K.A.Z Signature ZPG-SG 27 inch Metal
- Zodiacworks ZTC-Metal Top Ⅲ K.A.Z Custom
- Zodiacworks ZTC-Metal Top Ⅱ 2H "The Dead"
- Zodiacworks ZTC Sustainer K.A.Z
- Zodiacworks ZODIAC TL Type (body white)
- Zodiacworks zodiac TL Type (body metal)
- Zodiacworks ZPG Re-viv Sustainer SLV K.A.Z Custom
- Zodiacworks ZPG Re-viv K.A.Z Custom #01
- Zodiacworks ZPG Re-viv K.A.Z Custom #02
- Zodiacworks ZPG Re-viv SL 12strings
- Zodiacworks ZPG-SLV
- Zodiacworks ZPG-SLV B Tune
- Zodiacworks SG

#### Другие
- Edwards E-FV-85D
- Coral Danelectro E. sitar WH
- Jack Gretz CUSTOM GUITAR
- Manta V от Mantamu (Flying V)
- Navigator NLP-380LTD
- LINE6 variax
- Taylor 600
- Scale Neck For K.A.Z 27inch
- Schecter Research Hellraiser V-1

### Эффекторы
- BIG MUFF
- Bogner Harlow
- BOSS SL-20 SLICER
- Boss PS-6 Harmonist Pitch Shifter
- Boss OD-1 Mod
- BOSS GE10
- Diamond Halo Chorus
- Emma PisdiYAUwot
- empress Super Delay
- Eventide H3000 Factory Ultra Harmonizer
- Eventide ModFactor Modulation
- Eventide TimeFactor
- EQ TC Electronic
- FLIGHT TIME от FREE THE TONE
- Free The Tone Silky Comp
- Free The Tone SUPER COMP
- Ibanez Tubescreamer
- iSP Decimator
- Keeley DS-1 и MT-2
- klon centaur
- Marshall Guv'nor
- SHARK / WARZY DRIVE
- STRYMON Ola Chorus
- TC 2290 TC Electronic

### Маршрутизаторы
- Free The Tone ARC-53M Review